# Geneviève Poitrine
Pour les articles homonymes, voir Poitrine.
Geneviève Barbier, de son nom d'épouse Geneviève Poitrine, surnommée Madame Poitrine, faisait partie des nourrices du premier dauphin Louis-Joseph, fils du roi de France Louis XVI et de la reine Marie-Antoinette.
On l'accuse d'avoir transmis au dauphin la tuberculose, maladie qui entraînera la mort de ce dernier à sept ans et demi.
Elle est également à l'origine de la popularisation (par Marie-Antoinette) de la chanson Malbrough s'en va-t-en guerre, qu'elle chantait au dauphin et que Marie-Antoinette reprenait au clavecin.